# تاني
في الأساطير الماورية، تان (ويسمى أيضًا تان ماهوتا وتان نوي رانجي وعدة أسماء أخرى) هو إله الغابات والطيور، وابن رانكينوي وباباتانوكو، الأب السما وأم الأرض، الذين اعتادوا الاستلقاء في أحضان ضيقة حيث عاش أطفالهم في الظلام بينهم (غراي 1956: 2). 
على تاهيتي، كان تان إله السلام والجمال.

## خلق الإنسان
تقول بعض الأساطير أن تان صنع الرجل الأول، المسمى تيكي. (Orbell 1998: 145). 

### في العالم السفلي
في بعض القصص، تزوج تان من ابنته هاين تيتاما دون أن تعرف من هو. عند اكتشاف أنها تزوجت والدها، تهرب إلى العالم السفلي، وتصبح إلهة الموت، Hine-nui-te-pō. تان يتبعها ويطالبها بالعودة. تطلب منه العودة إلى العالم وتربية أطفالهم، بينما تنتظر أدناه لتستقبلهم عندما يموتون (Orbell 1998: 38).